# Antonia Pozzi
Antonia Pozzi (Milano, 13 febbraio 1912 – Milano, 3 dicembre 1938) è stata una poetessa italiana.

## Biografia

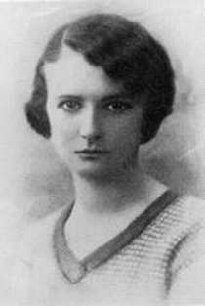
Antonia Pozzi all'inizio degli anni trenta

Figlia di Roberto Pozzi, importante avvocato  originario di Laveno, e della contessa Lina Cavagna Sangiuliani, nipote di Tommaso Grossi, Antonia scrive le prime poesie ancora adolescente. Studia nel Regio Liceo - Ginnasio Alessandro Manzoni di Milano, dove intreccia una relazione con il suo professore di latino e greco, Antonio Maria Cervi, la quale verrà interrotta nel 1933 a causa delle forti ingerenze da parte dei suoi genitori.
Nel 1930 si iscrive alla Facoltà di Lettere e Filosofia dell'Università degli Studi di Milano, precisamente al corso di laurea in Filologia moderna, frequentando coetanei quali Vittorio Sereni, suo amico fraterno, Enzo Paci, Luciano Anceschi, Remo Cantoni e Dino Formaggio. Segue le lezioni del germanista Vincenzo Errante e del docente di estetica Antonio Banfi, forse il più aperto e moderno docente universitario italiano del tempo, col quale si laurea nel 1935 discutendo una tesi su Gustave Flaubert.
Nel 1936, durante le vacanze, ebbe come maestro di sci il celebre alpinista italiano Emilio Comici.

Antonia Pozzi

Tiene un diario e scrive lettere che manifestano i suoi molteplici interessi culturali, coltiva la fotografia, ama le lunghe escursioni in bicicletta, progetta un romanzo storico sulla Lombardia, studia tedesco, francese e inglese. Viaggia, seppur brevemente, oltre che in Italia, in Francia, Austria, Germania e Inghilterra; ma il suo luogo prediletto è la settecentesca villa di famiglia, a Pasturo, ai piedi delle Grigne, nella provincia di Lecco, dove si trova la sua biblioteca e dove studia e scrive, a contatto con la natura solitaria e severa della montagna. Di questi luoghi si trovano descrizioni, sfondi ed echi espliciti nelle sue poesie; mai invece descrizioni degli eleganti ambienti milanesi, che pure conosceva bene.
La grande italianista Maria Corti, che la conobbe all'università, disse che «il suo spirito faceva pensare a quelle piante di montagna che possono espandersi solo ai margini dei crepacci, sull'orlo degli abissi. Era un'ipersensibile, dalla dolce angoscia creativa, ma insieme una donna dal carattere forte e con una bella intelligenza filosofica; fu forse preda innocente di una paranoica censura paterna su vita e poesie. Senza dubbio fu in crisi con il chiuso ambiente religioso familiare. La terra lombarda amatissima, la natura di piante e fiumi la consolava certo più dei suoi simili».
Avvertiva certamente il cupo clima politico italiano ed europeo: le leggi razziali del 1938 colpirono alcuni dei suoi amici più cari: «forse l'età delle parole è finita per sempre», scrisse quell'anno a Sereni.
A soli ventisei anni si tolse la vita mediante ingestione di barbiturici in una sera nevosa di dicembre del 1938, nel prato antistante all'abbazia di Chiaravalle, dopo esservisi recata in bicicletta: nel suo biglietto di addio ai genitori parlò di «disperazione mortale»; la famiglia negò la circostanza «scandalosa» del suicidio, attribuendo la morte a polmonite. Il testamento della Pozzi fu distrutto dal padre, che manipolò anche le sue poesie, scritte su quaderni e allora ancora tutte inedite.
È sepolta nel piccolo cimitero di Pasturo: il monumento funebre, un Cristo in bronzo, è opera dello scultore Giannino Castiglioni. Il comune di Milano le ha intitolato una via.

## La poesia[4]

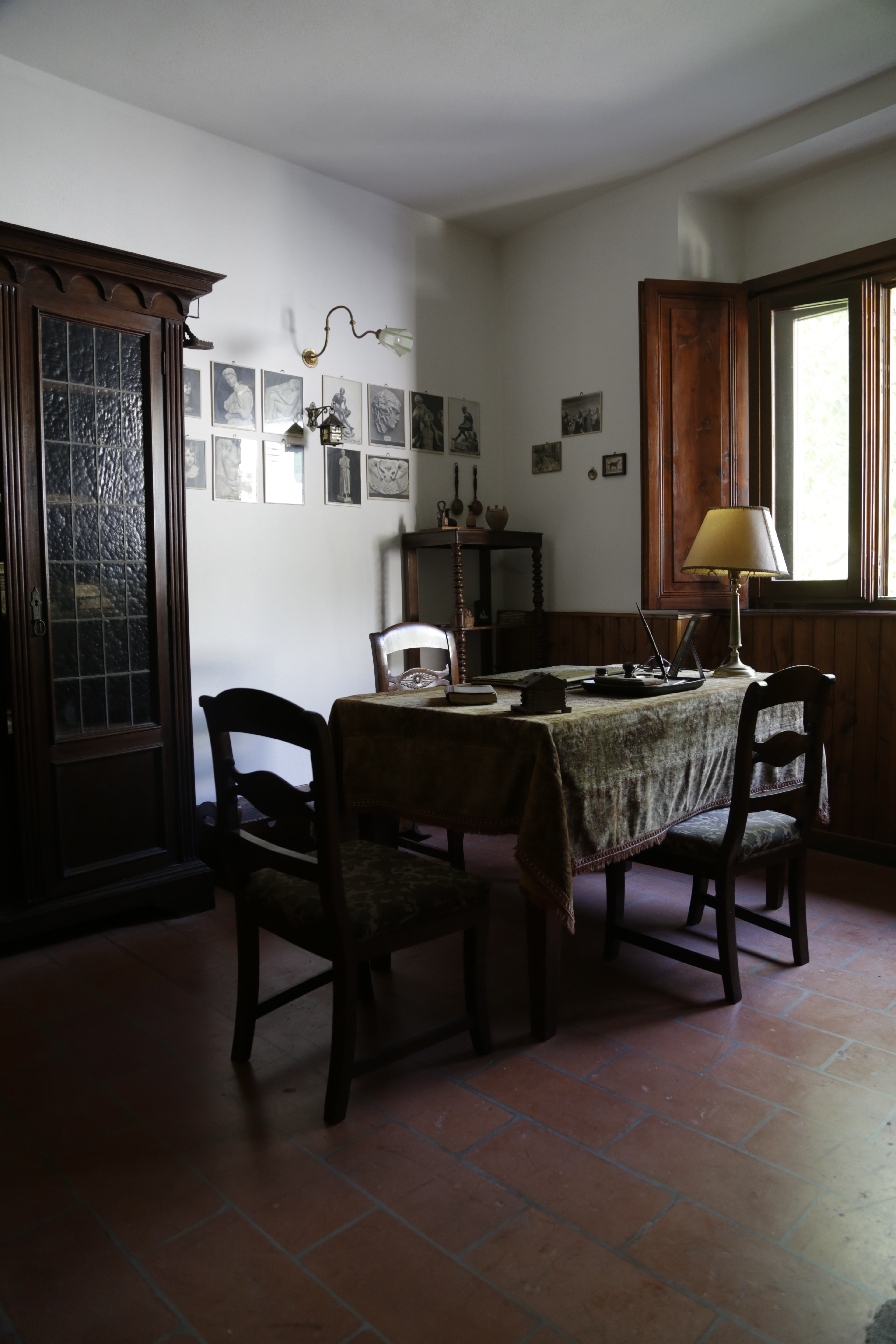
Lo studio di Antonia Pozzi a Villa Pozzi, a Pasturo.

Parte dal crepuscolarismo di Sergio Corazzini: «Appoggiami la testa sulla spalla / che ti carezzi con un gesto lento [...] Lascia ch'io sola pianga, se qualcuno / suona, in un canto, qualche nenia triste» per poi interiorizzarlo: «vivo della poesia come le vene vivono del sangue», scrive. E infatti cerca di esprimere con le parole l'autenticità dell'esistenza, non trovando verità nella propria. Quanto riservata e rigorosa fu la sua breve vita, altrettanto le sue parole, secondo la lezione ermetica, «sono asciutte e dure come i sassi» o «vestite di veli bianchi strappati», ridotte al «minimo di peso», come le descrisse Montale, parole che trasferiscono peso e sostanza alle immagini, per liberare l'animo oppresso ed effondere il sentimento nelle cose trasfigurate.
Dall'espressionismo tedesco trae atmosfere desolate e inquietanti:
«le corolle dei dolci fiori
insabbiate.
Forse nella notte
qualche ponte verrà
sommerso.
Solitudine e pianto -
solitudine e pianto
dei larici»
oppure:
«All'alba pallidi vedemmo le rondini
sui fili fradici immote
spiare cenni arcani di partenza»
o anche:

«Petali viola
mi raccoglievi in grembo
a sera:
quando batté il cancello
e fu oscura
la via del ritorno»
Scrisse in una lettera dell'11 gennaio 1933 a Tullio Gadenz: «la poesia ha questo compito sublime: di prendere tutto il dolore che ci spumeggia e ci rimbalza nell'anima e di placarlo, di trasfigurarlo nella suprema calma dell'arte, così come sfociano i fiumi nella celeste vastità del mare. La poesia è una catarsi del dolore, come l'immensità della morte è una catarsi della vita».

## Antonia Pozzi nella cultura di massa
Antonia Pozzi è stata raccontata nel cine-documentario della regista milanese Marina Spada, Poesia che mi guardi, presentato fuori concorso alla 66ª Mostra del Cinema di Venezia, tenutasi nel 2009. In occasione del centenario della nascita della poetessa, i registi lecchesi Sabrina Bonaiti e Marco Ongania hanno realizzato un film documentario prodotto da Emofilm intitolato Il cielo in me. Vita irrimediabile di una poetessa, presentato in anteprima a Lecco e Pasturo nel marzo 2014.
L'annunciatrice radiofonica della Rai, Elsa Fonda, nel 2008 ha composto e interpretato il monologo Per troppa vita che ho nel sangue: Parole per Antonia Pozzi.
Il 19 febbraio 2016, esce in sala al Cinema Mexico di Milano il film sulla sua vita intitolato Antonia., di Ferdinando Cito Filomarino, con Linda Caridi nel ruolo di Antonia Pozzi.
È citata in Chiamami col tuo nome, uscito nel 2017, dal personaggio di Marzia (Esther Garrel) che riceve un libro di sue poesie dal protagonista, Elio (Timothée Chalamet). Nel film, ambientato nell'estate del 1983, Elio dona a Marzia una copia dell'edizione Garzanti di Parole curata da Alessandra Cenni e Onorina Dino per la collana Poesia. Questa edizione nella realtà è comparsa per la prima volta nel 1989.

## Opere
Tutte le sue opere sono state pubblicate postume. Nelle edizioni più recenti è stata ricostruita la genesi delle sue poesie.
- Tutte le opere, a cura di Alessandra Cenni, Garzanti, Milano, 2009.

### Poesia
- Parole. Liriche, Milano, Mondadori, 1939 (edizione originale postuma, con 91 poesie).
- Parole. Diario di poesia (1930-1938), Milano, A. Mondadori, 1943 (seconda edizione, con 157 poesie).
- Parole. Diario di poesia, Prefazione di Eugenio Montale, Milano, A. Mondadori, 1948 (terza edizione, con 159 poesie); 1964 (quarta edizione, con 176 poesie).
- La vita sognata ed altre poesie inedite, a cura di Alessandra Cenni e Onorina Dino, Milano, Scheiwiller, 1986.
- Parole, a cura di Alessandra Cenni e Onorina Dino, Milano, Garzanti, 1989.
- Poesia, mi confesso con te. Ultime poesie inedite (1929-1933), a cura di Onorina Dino, Milano, Viennepierre, 2004.
- Mentre tu dormi le stagioni passano..., a cura di Alessandra Cenni e Onorina Dino, Milano, Viennepierre, 1998.
- Nelle immagini l'anima. Antologia fotografica, a cura di Ludovica Pellegatta e Onorina Dino, Milano, Àncora, 2007.
- Le Madri-Montagne. Poesie (1933-1938), a cura di Carla Glori, Foggia, Bastogi, 2009.
- Poesia che mi guardi, a cura di Graziella Bernabò e Onorina Dino, Roma, Luca Sossella, 2010.
- L'opera e la vita. "Parole" di Antonia Pozzi, a c. di Laura Oliva, trad. e note di E. Labbate, Bern-New York, Peter Lang, 2010.
- Guardami: sono nuda, a cura di Simona Carlesi, Firenze, Barbès, 2010.
- Lieve offerta. Poesie e prose, a cura di Alessandra Cenni e Silvio Raffo, Milano, Bietti, 2012.
- Poesie pasturesi, Missaglia, Bellavite, 2012.
- Nel prato azzurro del cielo, a cura di Teresa Porcella, illustrazioni di Gioia Marchegiani, Firenze, Motta Junior, 2015.
- Parole. Tutte le poesie, a cura di Graziella Bernabò e Onorina Dino, Milano, Àncora, 2015.
- Le mimose di Antonia, Milano, Àncora, 2016.
- A cuore scalzo. Poesie scelte (1929-1938), a cura di Graziella Bernabò e Onorina Dino, Milano, Àncora, 2019.
- Mia vita cara. Cento poesie d'amore e silenzio, a cura di Elisa Ruotolo, Latiano (BR), Interno Poesia, 2019.
- Io fui sui monti come un irto fiore, Poesie di Antonia Pozzi,commentate, a cura di Onorina Dino, Ed. Ancora, 2024
- Poesie, Lettere e altri scritti, a cura di Alessandra Cenni, Milano, Mondadori, 2021.

### Critica
- Flaubert. La formazione letteraria (1830-1856), con una premessa di Antonio Banfi, Milano, Garzanti, 1940 (tesi di laurea); nuova ed. a cura di Matteo Mario Vecchio, Torino, Ananke, 2013.
- Il volto nuovo. Prose poetiche e saggi critici degli anni '30, a cura di Alessandra Cenni, Milano, La Vita Felice, 2021.

### Diari e lettere
Diari
- Diari, a cura di Onorina Dino e Alessandra Cenni, Milano, Scheiwiller, 1988.
- Diari e altri scritti, nuova edizione a cura di Onorina Dino, note ai testi e postfazione di Matteo M. Vecchio, Milano, Viennepierre, 2008.
- Mi sento in un destino. Diari e altri scritti, a cura di Graziella Bernabò e Onorina Dino, Milano, Àncora, 2018.

Lettere
- L'età delle parole è finita. Lettere (1925-1938), a cura di Alessandra Cenni e Onorina Dino, Milano, R. Archinto, 1989; nuova ed. 2002.
- La giovinezza che non trova scampo. Poesie e lettere degli anni Trenta, con Vittorio Sereni, a cura di Alessandra Cenni, Milano, Scheiwiller, 1995.
- Epistolario (1933-1938), con Tullio Gadenz, a cura di Onorina Dino, Milano, Viennepierre, 2008.
- Soltanto in sogno. Lettere e fotografie per Dino Formaggio, a cura di Giuseppe Sandrini, Verona, Alba Pratalia, 2011.
- Ti scrivo dal mio vecchio tavolo. Lettere (1919-1938), a cura di Graziella Bernabò e Onorina Dino, Milano, Àncora, 2014.

### Traduzioni
- (DE)  Tag für Tag. Ein dichterisches Vermächtnis, tr. E. Wiegand Junker, Wien, Amandus Verlag, 1952.
- (ES)  Treinta poemas, tr. M. Roldán, Madrid, Rialp, 1961.
- (EN)  Breath. Poems and Letters, tr. L. Venuti, Middletown, CN, Wesleyan University Press, 2002. ISBN 978-0-8195-6544-0.
- (DE)  Worte, tr. S. Golisch, Salzburg-Paris, Tartin, 2005. ISBN 978-3-902163-23-3.
- (DE)  Parole / Worte, tr. G. Rovagnati, Göttingen, Wallstein Verlag, 2008. ISBN 978-3-8353-0348-5.
- (FR)  La route du mourir, tr. P. Reumaux, Rouen, Librairie Elisabeth Brunet, 2009. ISBN 978-2-910776-21-3.
- (FR)  L'oeuvre ou la vie. «Mots», traduction et notes par Ettore Labbate, Bern, P. Lang, 2010.
- (EN)  Poems, tr. P. Robinson, Richmond (London), Oneworld Classics Ltd, 2011. ISBN 978-1-84749-185-5.
- (PT)  Morte de uma estação, Selecção e tradução de Inês Dias, Lisboa, Averno, 2012.
- (ES)  Inicio de la muerte, Edición y traducción de María Martínez Bautista, Madrid, La Bella Varsovia, 2019. ISBN 978-84-948412-9-3.
- (ES)  Para mí la tierra, Selección, traducción y prólogo de Mar García Lozano, Madrid, Ediciones Torremozas, 2019. ISBN 978-84-7839-806-5.
- (ES)  Espaiosa tardor. Selecció i traducció Marta Nin. Godall Edicions, 2021. ISBN 978-84-123072-1-4.